# 주안 세가라
주안 세가라 이 이라체타(카탈루냐어: Joan Segarra i Iracheta; 1927년 11월 15일, 카탈루냐 주 바르셀로나 ~ 2008년 9월 3일, 카탈루냐 주 타라델)는 스페인의 전직 축구 선수로, 현역 시절 수비수로 활약했다. 그는 1950년부터 1964년까지 바르셀로나 선수로 활약했는데, 그동안 그는 299번의 라 리가 경기를 치렀고, 오랜 기간 선수단 주장을 맡았다. 그는 바르셀로나의 모든 선수를 통틀어 역대 출전 5위에 이름을 올렸다.
은퇴 후, 세가라는 유소년부 감독을 맡았고, 이후 엘레니오 에레라의 1군 수석 코치도 맡았다.

## 수상
바르셀로나
- 인터시티스 페어스컵: 1955–58, 1958–60
- 코파 라티나: 1952
- 페케냐 코파 델 문도: 1957
- 라 리가: 1951–52, 1952–53, 1958–59, 1959–60
- 코파 델 헤네랄리시모: 1950–51, 1951–52, 1952–53, 1956–57, 1958–59, 1962–63,
- 코파 에바 두아르테: 1952, 1953